# Oclemena nemoralis
Oclemena nemoralis là một loài thực vật có hoa trong họ Cúc. Loài này được (Aiton) Greene mô tả khoa học đầu tiên năm 1903.